# Moricandia spinosa
Moricandia spinosa är en korsblommig växtart som beskrevs av Auguste Nicolas Pomel. Moricandia spinosa ingår i släktet blåsenaper, och familjen korsblommiga växter. Inga underarter finns listade i Catalogue of Life.